# Pteryx
Pteryx ist eine Gattung der Käfer aus der Familie der Zwergkäfer (Ptiliidae) innerhalb der Unterfamilie Ptiliinae. Sie kommt in Europa mit sechs Arten vor, in Mitteleuropa kommt davon nur Pteryx suturalis vor.

## Merkmale
Der Halsschild der Tiere ist nicht herzförmig und etwa gleich breit wie die Deckflügel. Die Hinterwinkel sind nicht nach hinten gezogen und umfassen auch nicht die Deckenbasis. Die Deckflügel haben ihre breiteste Stelle hinter der Mitte, die Hinterwinkel sind stark abgestumpft. Die Arten der Gattung können in zwei Formen auftreten, von denen die eine ungeflügelt ist und nur kleine Augen aufweist. 

## Vorkommen und Lebensweise
Die Tiere leben unter Baumrinde und faulendem Holz. 

## Arten (Europa)
- Pteryx franzi Israelson, 1976
- Pteryx ganglbaueri Ericson, 1909
- Pteryx oraniensis Normand, 1934
- Pteryx splendens Strand, 1960
- Pteryx subtruncata Rey, 1889
- Pteryx suturalis (Heer, 1841)